# Jacquemontia pycnocephala
Jacquemontia pycnocephala är en vindeväxtart som beskrevs av George Bentham. Jacquemontia pycnocephala ingår i släktet Jacquemontia och familjen vindeväxter. Inga underarter finns listade i Catalogue of Life.